# 大衛·約翰斯頓

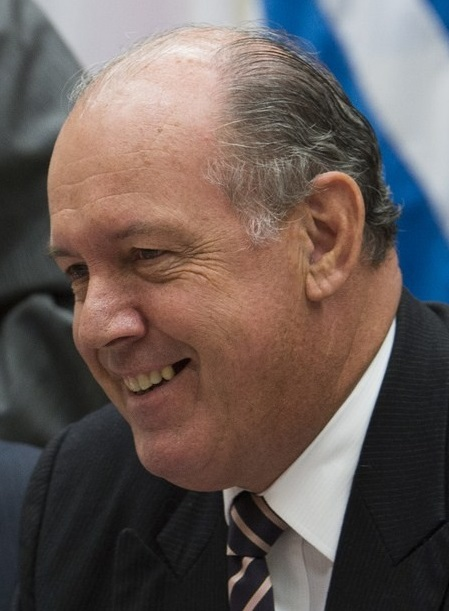

大衛·艾伯特·勞埃德·約翰斯頓（英語：David Albert Lloyd Johnston，1956年2月14日—）是一位澳洲政治人物，他的黨籍是澳洲自由黨。自2002年開始，他是代表西澳洲的澳大利亞參議院議員之一。他曾經擔任澳洲國防部長。